# Андріївка (Бахмутський район)
Андрі́ївка — село Бахмутської міської громади Бахмутського району Донецької області, Україна.

## Історія

### Російсько-українська війна
В ході російсько-української війни село було окуповане наприкінці листопада 2022 року.
З початком контрнаступу влітку 2023 року, Збройні сили України почали підходити та витісняти російських окупантів під селом.
14 вересня 2023 року Сили оборони України звільнили населений пункт від російської окупації в ході контрнаступу на Бахмутському напрямку.
Вранці 15 вересня 3 ОШБр і Генеральний Штаб України підтвердили повідомлення про звільнення Андріївки та знищення в ході боїв більшої частини піхоти 72-ої ОМСБР ЗСРФ. Пресофіцер 3 ОШБр заявив:
|  | Село повністю зруйновано внаслідок бойових дій та обстрілів російської армії, самої Андріївки там вже немає. |

А за словами заступника командувача 3 ОШБр Максима Жоріна: 
|  | Бої були надзвичайно важкими, але цей населений пункт є дуже важливим плацдармом для подальших боїв за Бахмут, а також дозволяє встановити вогневий контроль над залізницею. |

Події деокупації Андріївки були зафіксовані нашоломними камерами чотирьох бійців 3 ОШБр для документального фільму Мстислава Чернова «2000 метрів до Андріївки» (2025).

## Населення
За даними перепису 2001 року населення села становило 74 особи, з них 81,08 % зазначили рідною українську мову, а 18,92 % — російську.

## Відомі люди
Уродженцем села є Мосієнко Сергій Іванович (1921—1991) — генерал-лейтенант авіації, Герой Радянського Союзу.
У боях під Андріївкою загинув старший лейтенант Єрофєєв Макар Володимирович (1999—2023) — Герой України (2024, посмертно). 